# Unplanned
Pour plus de détails, voir Fiche technique et Distribution.
Unplanned (Non planifié en français) est un film américain sorti en 2019, écrit et réalisé par Cary Solomon et Chuck Konzelman.
Le film raconte l'histoire d'Abby Johnson (en), porte-parole puis directrice d'un centre de l'organisme Planned Parenthood. L'héroïne participe à plusieurs dizaines de milliers d'avortements et conseille de nombreuses femmes sur leur grossesse, jusqu'au jour où elle voit quelque chose qui a tout changé. Elle devient alors militante pro-vie. Le film met en vedette Ashley Bratcher (en), Brooks Ryan et Robia LaMorte-Scott.
Aux États-Unis, il sort en salles le 29 mars 2019, distribué par la maison de production évangélique Pure Flix. Certaines chaînes de télévision ont refusé de diffuser des publicités pour le film en raison de son sujet. Le film a rapporté 21 millions de dollars dans le monde pour un budget de 6 millions de dollars. Le film a fait l'objet de nombreuses controverses et opposition par les médecins et les défenseurs du planning familial, dénonçant « des représentations faussées de séances d'avortement et des organisations de planning familial ». Plusieurs commentateurs décrivent le film comme contenant de la propagande politique en lien avec des organisations anti-avortement.
Il est diffusé en France en vidéo à la demande (VàD) en 2020 ; ensuite à la télévision sur C8 le 16 août 2021, puis le 28 février 2025 avant la cessation d'émettre de la chaîne.

## Synopsis
L'intrigue suit de près le récit biographique d'Abby Johnson, Unplanned. Le film s'ouvre avec une scène de la vie à la maison des Johnson avec son mari Doug et sa fille Grace. En voix off, Abby Johnson dit qu'elle a été amenée à travailler pour le Planned Parenthood (Planning Familial américain). La scène se passe en 2009 où elle affirme avoir été invitée, à sa clinique, à assister à un avortement par aspiration à treize semaines de gestation. Elle se termine avec Abby en larmes. En voix off, Abby raconte que son histoire a commencé à sa première année à l'université du Texas. Un flashback renvoie le spectateur à un salon étudiant sur un stand du Planned Parenthood. Abby accepte de se porter volontaire après que la représentante du stand lui présente son objectif ultime : réduire le nombre d'avortements. Plus tard, en tant que bénévole à la clinique, elle rencontre la directrice Cheryl et voit des manifestants anti-avortement se confronter verbalement aux femmes qui se présentent.̈
Un flash-back dans le flash-back se produit alors quand Abby a eu ses deux avortements, le premier en tant qu'étudiante et le second après son mariage puis son divorce. Pendant le deuxième avortement, on lui donne de la mifépristone à la clinique et on lui dit qu'il y aura "un peu de saignement", mais l'expérience est décrite comme étant atrocement douloureuse, plus de douze heures et ensuite suivie de "huit des semaines de caillots sanguins et de crampes atroces" la faisant craindre pour sa vie.
Le film revient ensuite sur le travail continu d'Abby à la clinique, et elle raconte en voix off que c'est devenu « ma carrière, malgré la désapprobation de pratiquement tout le monde dans ma vie ». Le film évoque son deuxième mariage avec Doug, un homme qui l'aime tout en désapprouvant, comme ses parents, les choix professionnels d'Abby.
À la clinique, où elle est devenue conseillère, Abby visite, à la demande de sa directrice Cheryl la salle des matériaux d'évacuation où sont reconstitués les fœtus aspirés dans une boite de Petri pour vérifier qu'il ne manque pas un morceau. S'ensuit un dialogue entre Abby et Cheryl, cette dernière lui déclare qu'elle aimerait bien qu'Abby puisse prendre sa place.
Puis Abby tombe enceinte de Doug et décide de garder son bébé malgré les recommandations de sa directrice. Dans l'intervalle, une scène présente, à la clinique, un avortement qui tourne mal et où on dit à Abby de ne pas appeler d'ambulance à cause des risques d'image. Puis Cheryl lui demande de mentir au père de la patiente. Abby donne naissance à Grace et est promue directeur quand Cheryl est transférée à Houston. Avant qu'un ouragan ne frappe la ville, Abby anticipe tous les avortements et remporte le prix de l'employée de l'année. Mais Cheryl lui demande de doubler le nombre d'avortements, expliquant que « l'organisation à but non lucratif est un statut fiscal, pas un modèle commercial ». Abby s'oppose à cela, puis est finalement réprimandée par Cheryl pour insubordination.
Après quoi, quelques moments de la scène du début sont répétés puis Abby se rend au bureau de "40 Days for Life", l'association pro-vie, dirigée par Marilisa et son mari Shawn. Elle est en larmes et leur dit qu'elle ne peut pas poursuivre son travail après ce qu'elle a vu. Ils proposent de l'aider à trouver un emploi. Abby démissionne officiellement de Planned Parenthood et commence à aider l'association, au point de se retrouver devant sa clinique pour encourager les femmes à ne pas subir leur IVG. Planned Parenthood poursuit Abby pour avoir divulgué des informations confidentielles sur leurs opérations et Shawn convainc son ami avocat décontracté Jeff de la défendre.
En 2013, lorsque la clinique où travaillait Abby a fermé ses portes, cette dernière organise une fête dans le bâtiment abandonné dans lequel elle regrette d'avoir pratiqué des avortements et d'en avoir subi deux. Les légendes de fin signalent qu'Abby a créé une association, "And Then There Were None" qui a, à cette heure, aidé plus de 500 personnes qui travaillaient dans des cliniques d'avortements à se reconvertir.

## Fiche technique
Sauf mention contraire, cette fiche technique est établie à partir d'IMDb.
- Titre original: Unplanned
- Réalisation : Cary Solomon et Chuck Konzelman
- Scénario : Cary Solomon et Chuck Konzelman
- Producteur : Chris Jones et Joe Knopp
- Producteur exécutif : Mike Lindell
- Décorateur : Chris Rose Chef
- Directeur de la photographie : Drew Maw
- Musique : Blake Kanicka
- Casting : Suzy Sachs
- Chef costumière : Anna Redmon
- Montage : Parker Adams et Dana Wilson
- Coproducteurs : Kathleen M Lund, Stephen et Sherry, Elisabeth Lamprecht, Dr Daniel et Pamela Doolittle, Robert Provost, Edward Easton, La famille Goldmann, La famille Olomi, La famille Price

## Distribution
- Ashley Bratcher (en) (VFB : Séverine Cayron) : Abby Johnson (en)
- Brooks Ryan (VFB : Pierre Lognay) : Doug
- Robia Scott (VFB : Sophie Landresse) : Cheryl
- Jared Lotz (VFB : Brieuc Lemaire) : Shawn
- Emma Elle Roberts (VFB : Ludivine Deworst) : Marilisa
- Robin DeMarco (VFB : Catherine Conet) : Kathleen
- Robert Thomason : Mike
- Tina Toner (VFB : Angélique Leleux) : Renee
- Sarah Hernandez : Elena
- Maura Corsini (VFB : Marie du Bled) : Megan
- Joy Thayer (VFB : Cécile Florin) : Jill
- Lezl Gonzales : Taylor
- Kaiser Johnson (VFB : Sébastien Hébrant) : Jeff
- Kate Bentley (VFB : Héléna Coppejans) : Summer
- Andee Grace Burton : Grace
- Alexander Kane : Mark
- Stacey Bradshaw : Karen

Version française dirigée par Ioanna Gkizas au studio C You Soon (Belgique), d'après une adaptation des dialogues de Laurence Crouzet.
Source : Carton du doublage français.

## Production
En septembre 2018, il est annoncé que le tournage d'un nouveau film Pure Flix avec le titre provisoire « Redeemed » était terminé. Par crainte de manifestations potentielles en raison du sujet, toutes les personnes impliquées dans le projet signent un accord de confidentialité, par lequel elles acceptent de ne pas publier de messages sur les réseaux sociaux sur le film ni d'interagir avec la presse.
Basé sur les mémoires d'Abby Johnson, Unplanned est produit avec un budget de 6 millions de dollars. 
Les réalisateurs Chuck Konzelman et Cary Solomon envoient une ébauche de leur scénario à Abby Johnson pour examen. Johnson déclare : « J'ai lu le scénario. Et dans les 15 premières pages, je me détestais. Puis je suis arrivé à la fin du scénario, et j'ai adoré. C'était moi ! ».

### États-Unis
Unplanned est sorti aux États-Unis le 29 mars 2019. De nombreux médias refusent de diffuser de la publicité pour le film en raison du sujet controversé, notamment Google, A&E Networks, Discovery Inc., Hallmark Channel, NBCUniversal. Les chaînes de télévision ont préféré ne pas diffuser sa bande-annonce en raison de la nature sensible du sujet, exceptées Fox News et Christian Broadcasting Network. Son compte Twitter a également été suspendu le lendemain de sa sortie en salles,,.

### Canada
Aucun distributeur canadien n'était initialement intéressé par le film, ce qui a empêché les cinémas de le diffuser. En juin 2019, la petite société de distribution Cinedicom a accepté de le rendre disponible sur le marché canadien, puis revenant sur sa décision a finalement choisi de projeter le film dans 14 salles. La chaîne concurrente Landmark Cinemas a également projeté le film dans 10 salles.

### France
Le film est distribué en VàD par Saje distribution, spécialisé dans les films d'inspiration chrétienne, à partir d'octobre 2020, et en DVD depuis février 2021. Il est diffusé à la télévision le 16 août 2021 sur C8, ce qui provoque une polémique, et une saisine du CSA qui estime finalement que « la programmation relevait de la liberté éditoriale de la chaîne ». Pour sa dernière soirée de diffusion due au non-renouvellement de sa fréquence par l'ARCOM, C8 diffuse une nouvelle fois le film le 28 février 2025 à partir de 22 heures, sans en avoir annoncé la programmation.

## Accueil par le public

### Box-office
Aux États-Unis, Unplanned est sorti en même temps que The Beach Bum et Dumbo. Sur la base des projections, il aurait dû gagner 3 à 5 millions de dollars sur 1.060 cinémas le week-end de sa sortie. Le film a fait 3 millions de dollars le premier jour. Il a terminé le week-end à 6,4 millions de dollars, dépassant les projections du box-office et terminant quatrième au box-office  marquant la deuxième meilleure ouverture pour un film Pure Flix derrière Dieu n'est pas mort 2 (7,6 millions de dollars en 2016). Au Canada, le film a rapporté 352.000 $ lors du week end de sa sortie sur 56 écrans à travers le pays pour une moyenne par écran d'environ 7.100 $. Unplanned a fait 643.000 dollars canadien au box-office canadien[réf. nécessaire].

### Critiques
Plusieurs médias aux États-Unis ont décrit le film comme de la « propagande ».[réf. nécessaire] Sur Rotten Tomatoes, le film détient une cote d'approbation de 40% basée sur 25 critiques, avec une note moyenne de 4,79 / 10. Sur Metacritic, le film a un score moyen pondéré de 10 sur 100, basé sur sept critiques, indiquant une "aversion écrasante". Le public interrogé par CinemaScore après avoir vu le film lui a donné une rare note "A +" et ceux de PostTrak lui ont donné un score global positif de 80% et 65% le recommande[réf. souhaitée].

### Réseaux sociaux
Selon un média américain, Twitter aurait suspendu puis restauré le compte du film. Le réseau social a, de son côté, argumenté avant de le restaurer qu'il était lié à un autre compte qui ne respectait pas les règles.

### Réaction de plannings familiaux
Peu de temps avant la publication, la division américaine de Planned Parenthood a déclaré que les arguments qu'il contenait étaient faux, sans pour autant faire de publication ni s'attaquer au film[réf. nécessaire].
En France, le planning familial dénonce un film de propagande.